# Batalion ON „Katowice”

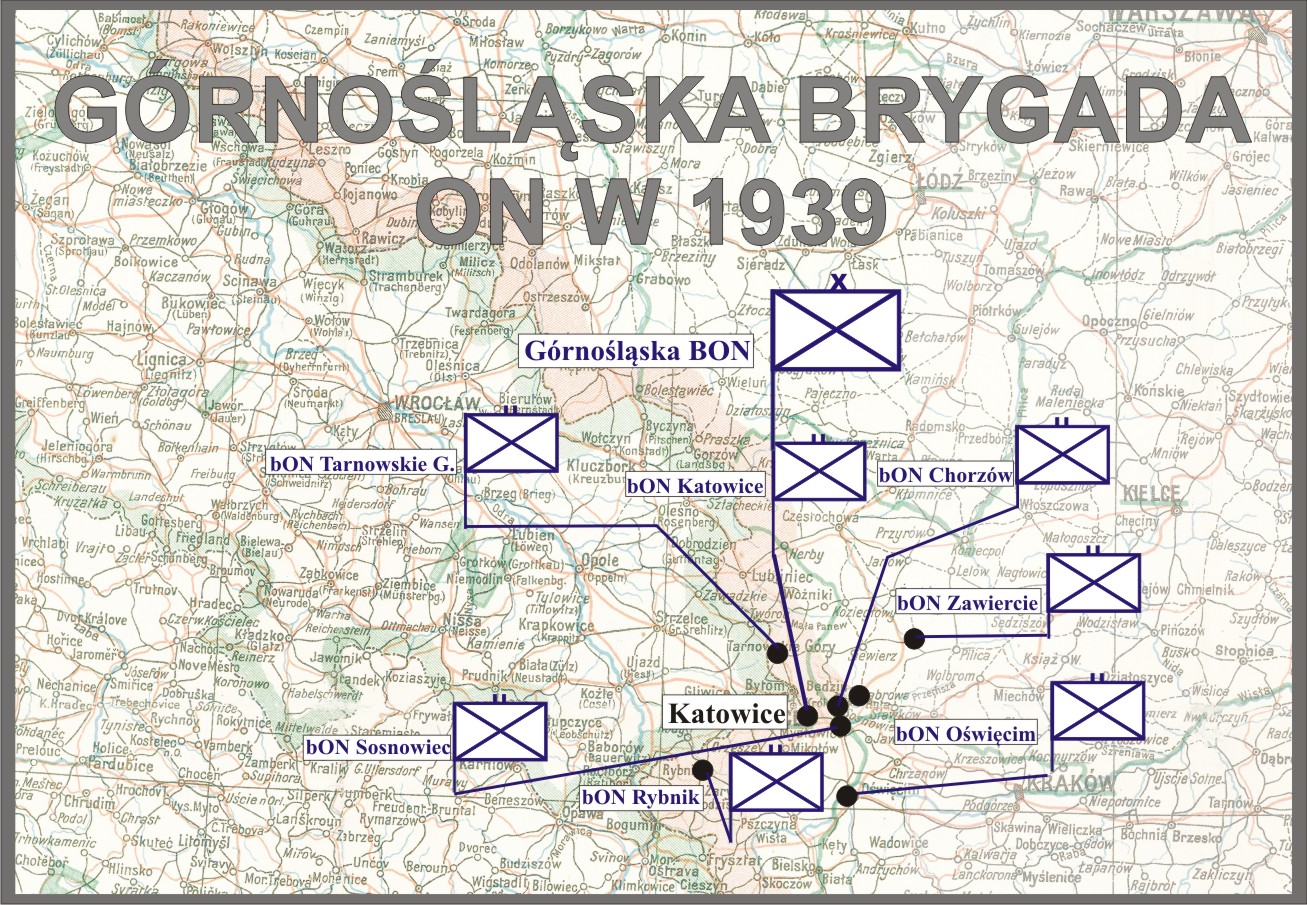
Górnośląska ON

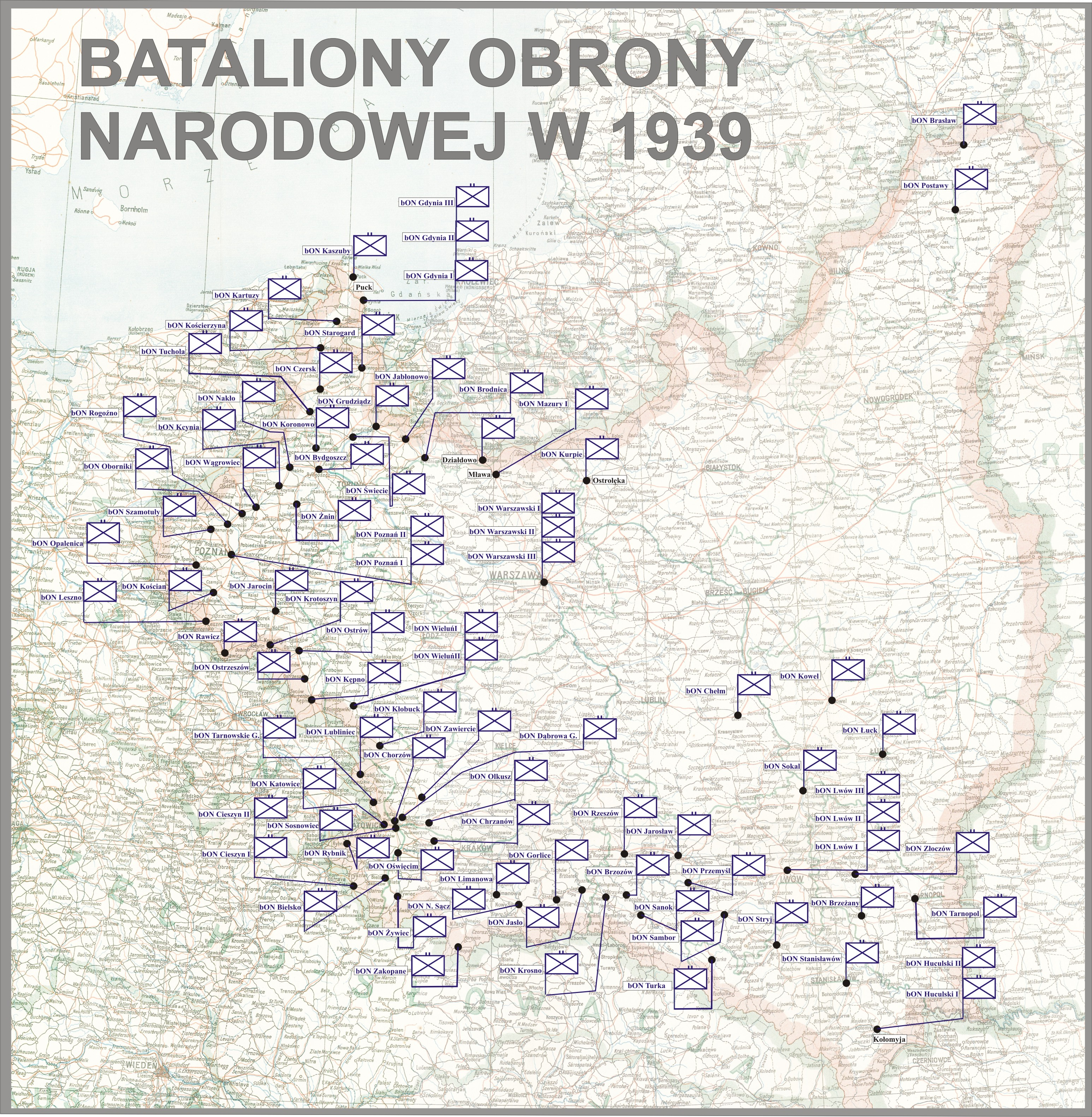
Obrona Narodowa w 1939

Katowicki Batalion Obrony Narodowej (batalion ON „Katowice”), batalion piechoty typ specjalny nr 56 − pododdział piechoty Wojska Polskiego.

## Formowanie i zmiany organizacyjne
Batalion został sformowany w 1937 roku, w składzie Górnośląskiej Brygady ON. W maju 1939 roku pododdział został przeformowany na etat batalionu ON typ III. Jednostką administracyjną dla Katowickiego batalionu ON był 73 pułk piechoty w Katowicach.
Zgodnie z planem mobilizacyjnym „W” Katowicki batalion ON w wypadku zarządzenia mobilizacji alarmowej stawał się zawiązkiem baonu piechoty typ specjalny nr 56. Jednostką mobilizującą baon piechoty nr 56 była Komenda Rejonu Uzupełnień Katowice.
W dniach 24-26 sierpnia 1939 roku przeprowadzona została mobilizacja baonu piechoty nr 56. Po jej zakończeniu pododdział został włączony w skład 201 pułku piechoty, jako I batalion. W składzie tego pułku walczył kampanii wrześniowej.

## Obsada personalna
Obsada personalna batalionu w marcu 1939 roku
- dowódca batalionu – kpt. adm. (piech.) Stanisław Hilary Jasiński[b]
- dowódca 1 kompanii ON „Katowice” – kpt. piech. Mieczysław Karol Olszewski[c]
- dowódca 2 kompanii ON „Mysłowice” – kpt. piech. Paweł Blew[d]
- dowódca 3 kompanii ON „Mikołów” – kpt. piech. Tytus Wikarski

Obsada we wrześniu 1939
- dowódca – kpt. adm. (piech.) Stanisław Hilary Jasiński
- adiutant – ppor. rez. Tadeusz P. Majcherczyk
- lekarz – ppor. lek. rez. dr Kazimierz Stawarski
- oficer żywnościowy – ppor. rez. Władysław Guzowski
- dowódca 1 kompanii – kpt. Mieczysław Olszewski
- dowódca 2 kompanii – kpt. Paweł Blew
- dowódca I plutonu – ppor. rez. Józef Bujar
- dowódca 3 kompanii – kpt. Konstanty Szyszkowski[e]
- dowódca kompanii ckm – kpt. Tytus Wikarski